# كلاي إيغر
كلاي إيغر (بالإنجليزية: Clay Eager)‏ هو كاتب أغاني ومغني أمريكي، ولد في 8 أغسطس 1925 في ليما في الولايات المتحدة، وتوفي في 7 مارس 1995.